# Tegmaleurodes lentus
Tegmaleurodes lentus là một loài côn trùng cánh nửa trong họ Aleyrodidae, phân họ Aleyrodinae.
Tegmaleurodes lentus được Martin miêu tả khoa học đầu tiên năm 2005.